# Хелефорш (община)
Община Хелефорш (на шведски: Hällefors kommun) е разположена в лен Йоребру, централна Швеция с обща площ 1157 km2 и население 6982 души (към 31 декември 2013). Административен център на община Хелефорш е едноименния град Хелефорш.